# Стренгнес (община)
Община Стренгнес (на шведски: Strängnäs kommun) е разположена в лен Сьодерманланд, източна централна Швеция с обща площ 980 km2 и население 33 389 души (към 31 декември 2013). Административен център на община Стренгнес е едноименния град Стренгнес.